# NGC 5568
NGC 5568 је спирална галаксија у сазвежђу Волар која се налази на NGC листи објеката дубоког неба.
Деклинација објекта је + 35° 5' 32" а ректасцензија 14h 19m 21,4s. Привидна величина (магнитуда) објекта NGC 5568 износи 15,0 а фотографска магнитуда 15,7. NGC 5568 је још познат и под ознакама MCG 6-31-98, CGCG 191-77, PGC 51168.